# Song Machine
Song Machine es un proyecto audiovisual de la banda virtual británica Gorillaz. Es una serie web musical que consta de una colección de singles y videoclips que son publicados de forma esporádica y se los presenta como "episodios" de la serie, donde en cada episodio se presenta un nuevo artista con el que se colaborará en la canción. Cada episodio cuenta con interludios llamados Machine Bitez, los cuales constan de conversaciones cortas de los integrantes ficticios de la banda, y entrevistas con los colaboradores de la serie. El proyecto fue lanzado el 30 de enero de 2020.
La primera temporada de Song Machine consta de 9 episodios y se publicó como un álbum llamado Song Machine, Season One: Strange Timez, saliendo este a la venta el 23 de octubre de 2020.

## Trama
Song Machine narra las aventuras de la banda virtual británica Gorillaz en diferentes y variados eventos sobrenaturales que ocurren en su estudio de grabación embrujado, el nuevo y reformado Kong Studios. Mientras tanto, también se los ve haciendo grabaciones para su nuevo proyecto, Song Machine.

## Antecedentes
El 28 de enero la banda publicó imágenes promocionarles a través de sus redes sociales, anunciando un nuevo proyecto llamado Song Machine.  Posteriormente, un clip de 23 segundos fue publicado en los diferentes servicios de streaming.
Damon Albarn y Remi Kabaka Jr fueron entrevistados en Radio de BBC 1 anunciando oficialmente el proyecto, diciendo que su nuevo proyecto "quizás tenga un arco narrativo algo obtuso al final de cada temporada, pero se parece más a Ozark que a Designated Survivor. Es seguir hasta que te quedes sin ideas." 
Al momento de la premiere de "Momentary Bliss", Albarn reveló que el grupo había estado en el estudio con Schoolboy Q y Sampa the Great entre otros, aunque aclaró que lo más posible era que estas canciones fueran guardadas para próximas temporadas de Song Machine.
En un artículo de prensa con los miembros virtuales de Gorillaz, Russel Hobbs se refirió al proyecto como " una manera enteramente nueva de hacer lo que hacemos, haciendo que nuevamente Gorillaz rompa lo preestablecido, ya que estamos viejos. El mundo se está moviendo más rápido que un partícula con sobrecarga, así que debemos estar listos para todo. Ni siquiera sabemos quién estará entrando al estudio próximamente. Song Machine se alimenta en lo desconocido, se ejecuta en el caos puro. Así que lo que sea que venga, estaremos preparados y listos para producir como si no hubiera un mañana."

## Producción
Song Machine comenzó su producción en el invierno de 2019, siendo Momentary Bliss el primer episodio en ser creador para la serie. Según el cocreador de Gorillaz, Damon Albarn, la idea original para el proyecto era que dos colaboradores graben en diferentes pisos del estudio de grabación para la misma canción, haciendo ninguno de los dos artistas sepan como contribuyó el otro a la canción.
Song Machine fue fuertemente inspirado por las diferentes expresiones de las décadas de 1960 y 1970. Albarn mencionó que se inspiró en la serie para niños de 1968, The Banana Splits. A su vez, el otro cocreador de Gorillaz, Jamie Hewlett, mencionó que el estilo artístico de Song Machine fue fuertemente inspirado en el primer álbum de Gorillaz, el cual había sido inspirado en las series animadas de Hanna-Barbera y en el animador de los Looney Tunes, Chuck Jones. Todos los episodios de la serie son animados por el estudio de animación británico, The Line y producidos por Gorillaz Productions.
En una entrevista con Music Week, Albarn expresó que eventualmente habrá una segunda temporada de Song Machine cuando la demanda por parte del público sea suficiente.

## Publicación

### Season One(Temporada Uno):Strange Timez
Song Machine, Season One: Strange Timez contiene las canciones de los 9 episodios que fueron publicados espontáneamente durante el año 2020, además de canciones que no terminaron siendo episodios. En una entrevista junto con el presentador televisivo francés Antoine De Caunes el 27 de septiembre, Damon Albarn confirmó que no es un álbum nuevo para el proyecto animado, se refirió a él como solamente "toda la primera temporada puesta en un disco."